# نظام متوائم معقد

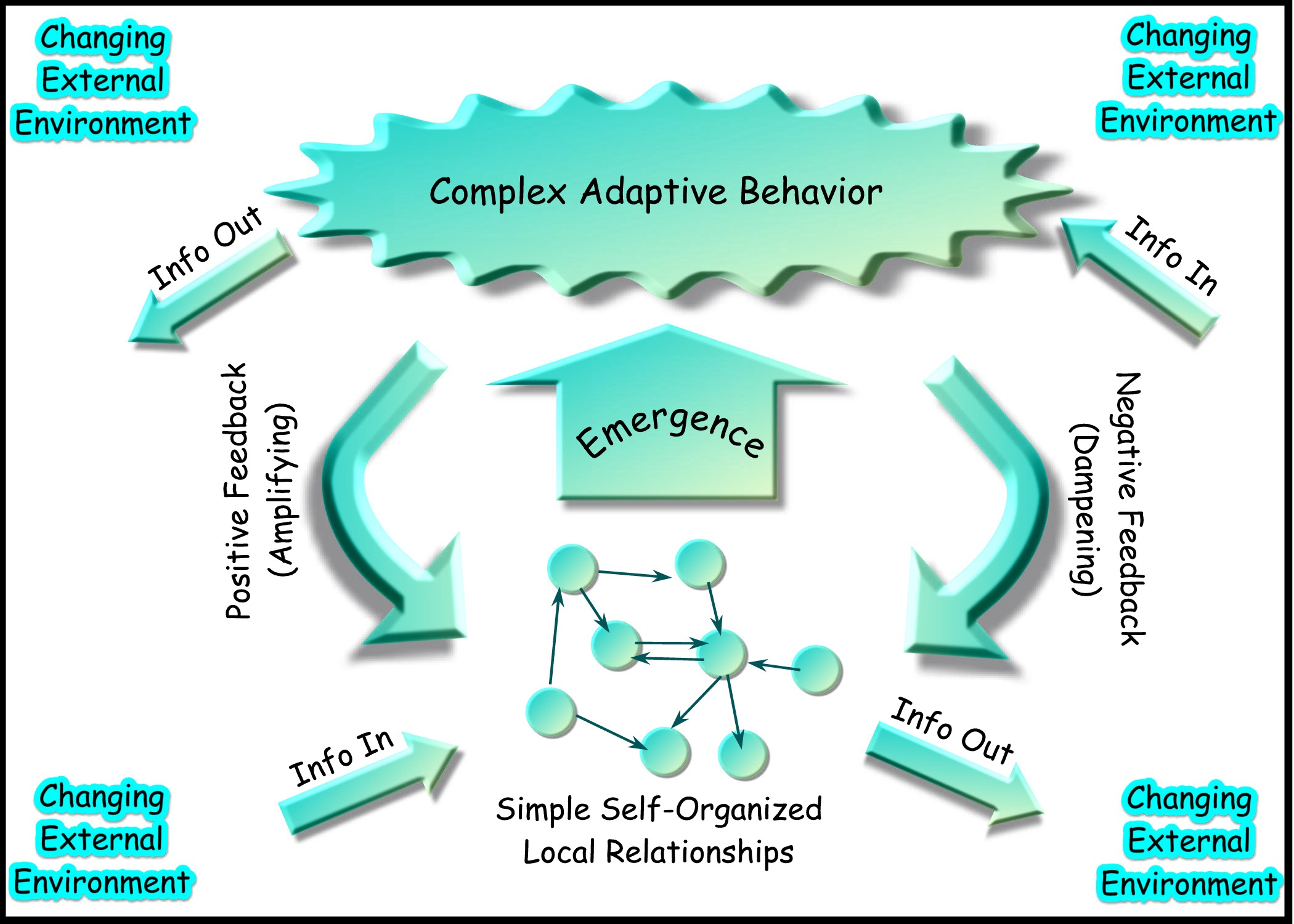

النظام المتوائم المعقد هو نظام لا يتم فيه الفهم التام للأجزاء الفردية بل يتم دراسته ككل، أي لسلوك النظام بالكامل. في النظم المتوائمة المعقدة، يكون الكل أكثر تعقيدًا من أجزائه، وأكثر تعقيدًا وذا مغزى من مجموع أجزائه. دراسة النظم المتوائمة المعقدة، وهي مجموعة فرعية من الأنظمة الديناميكية غير الخطية، نظم ديناميكية متعددة التخصصات للغاية وتمزج بين رؤى العلوم الطبيعية والاجتماعية لتطوير نماذج ورؤى على مستوى النظام تسمح للعوامل غير المتجانسة، وانتقال المرحلة، والسلوك الناشئ.
فهي معقدة من حيث أنها شبكات ديناميكية للتفاعلات، وعلاقاتها ليست تجميعات للكيانات الثابتة الفردية، أي أن سلوك المجموعة لا يتم التنبؤ به من خلال سلوك المكونات. إنها قابلة للتلاؤم في أن السلوك الفردي والجماعي يتحور وينظم ذاتيًا المقابلة للحدث الصغير أو مجموعة الأحداث التي تبدأ التغيير. إنها "مجموعة عيانية معقدة" من بنى متناهية الصغر متشابهة ومتصلة جزئيًا نسبيًا "تم تشكيلها من أجل التكيف مع البيئة المتغيرة وزيادة قدرتها على البقاء كهيكل كبير. يعتمد نهج الأنظمة المتوائمة المعقدة على ديناميات النسخ المتماثل.